# Niamh Wilson
Niamh Wilson, född 9 mars 1997 i Oakville, Ontario, är en kanadensisk skådespelare.
Wilson har bland annat medverkat i TV-serierna Degrassi: The Next Generation (2014-2015) och Grease: Rise of the Pink Ladies från 2023. Hon har även medverkat i filmerna Saw III från 2006 och T.S. Spivets fantastiska resa från 2013.

## Filmografi (i urval)
- 2006: Saw III
- 2013: T.S. Spivets fantastiska resa
- 2014-2015: Degrassi: The Next Generation
- 2023: Grease: Rise of the Pink Ladies